# Liste du patrimoine culturel immatériel de l'humanité en Andorre
Cet article recense les pratiques inscrites au patrimoine culturel immatériel en Andorre.

## Statistiques
Andorre a ratifié la convention pour la sauvegarde du patrimoine culturel immatériel le 8 novembre 2013. La première pratique protégée est inscrite en 2015.
En 2024, l'Andorre compte 4 éléments inscrits au patrimoine culturel immatériel, sur la liste représentative.

## Listes

### Liste représentative
L'élément suivant est inscrit sur la liste représentative du patrimoine culturel immatériel de l'humanité :
| Élément                                                               | Type | Subdivision                                                   | Année | Lien  | Notes | Illus. |
| --------------------------------------------------------------------- | --- | ------------------------------------------------------------- | ----- | ----- | --- | ------ |
| Les fêtes du feu du solstice d'été dans les Pyrénées                  | pratiques sociales, rituels et événements festifs | Andorre-la-Vieille, Sant Julià de Lòria et Escaldes-Engordany | 2015  | 01073 | Partagé avec l'Espagne et la France |        |
| Les fêtes de l'ours dans les Pyrénées                                 | arts du spectacle pratiques sociales, rituels et événements festifs Traditions et expressions orales                                                                                         | Encamp et Ordino                                              | 2022  | 01846 | Partagé avec la France |        |
| La Transhumance, déplacement saisonnier de troupeaux                  | connaissances et pratiques concernant la nature et l'univers |                                                               | 2023  | 01964 | Initialement partagé, en 2019, entre l'Autriche, la Grèce et l'Italie Étendu en 2023 à l'Albanie, Andorre, la Croatie, l'Espagne, la France, le Luxembourg et la Roumanie |        |
| L'art de la construction en pierre sèche : savoir-faire et techniques | connaissances et pratiques concernant la nature et l'univers pratiques sociales, rituels et événements festifs savoir-faire liés à l’artisanat traditionnel traditions et expressions orales |                                                               | 2024  | 02106 | Partagé avec l'Autriche, la Belgique, Chypre, la Croatie, l'Espagne, la France, la Grèce, l'Irlande, l'Italie, le Luxembourg, la Slovénie et la Suisse                    |        |

### Patrimoine immatériel nécessitant une sauvegarde urgente
Andorre ne compte aucun élément listé sur la liste du patrimoine immatériel nécessitant une sauvegarde urgente.

### Registre des meilleures pratiques de sauvegarde
Andorre ne compte aucune pratique inscrite au registre des meilleures pratiques de sauvegarde.